# 羅伊·保漢
羅伊·保漢（英語：Roy Boehm，1924年4月9日—2008年12月30日），又译羅伊‧貝姆，美國海軍少校，生於美國紐約市布魯克林區。曾任海豹第二小队的第一任指挥官，全体海豹部队队员尊其为“海豹之父”。

## 簡履
- 17岁加入美国海军，曾参加二战，31岁时参加UDT的第13届水下基础爆破训练，并于1954年11月合格通过；1961年1月7日，Roy创立了优秀的海军特种作战部队——美國海軍海豹部隊，并且是第一个编入现役的SEALs小队队长，由此得名为“First Seals」。
- 1963年开始，Roy受命去越南担任南越海军“蛙人”的顾问，通过自己的方式把南越的“蛙人”训练成了“袖珍SEALs”在阿什克罗夫特中校的“河鼠”配合下开始在湄公河三角洲地区同明营长的VC514营展开激烈的作战。最终夺回了514营占领下的湄公河三角洲基地。
- 1964年，Roy离开越南，在加利福尼亚科罗纳多州的海军两栖学校担任教官。
- 1971年后，直至2008年12月30日居住在佛罗里达。直至去世，终年84岁。